# Joachim Löffler
Joachim Löffler (* 17. März 1904 in Esslingen am Neckar; † 26. Oktober 1979 in Plochingen) war ein deutscher Politiker der SPD und der SAPD. Von 1960 bis 1968 gehörte er dem Landtag von Baden-Württemberg an.

## Leben und Beruf
Nach dem Besuch der Seminarübungsschule in Esslingen absolvierte Löffler eine Lehre zum Maschinenschlosser bei Friedr. Dick. In dieser Zeit schloss er sich dem Deutschen Metallarbeiter-Verband an. Er übte den erlernten Beruf in Esslingen und Stuttgart aus, später war er auch Betriebsrat. Im Mai 1931 wurde er arbeitslos. Im Dezember 1934 fand er eine neue Anstellung als Schlosser in der Esslinger Pressenfabrik Fritz Müller.
Nach dem Krieg war Löffler im Arbeitsamt Esslingen tätig. Dort übernahm er im März 1946 die Leitung der Abteilung für Tarif- und Schlichtungswesen. Im August 1946 wechselte er auf diesem Posten in die Abteilung für Arbeitsvermittlung. Im April 1963 wechselte er ins Arbeitsamt Göppingen, dort war er Gruppenleiter der Arbeitsvermittlung.

## Politik
1921 trat Löffler in die SPD ein, 1931 wechselte er in die SAPD, wo er unter anderem Mitglied der Landesleitung Württemberg war. Obgleich die Partei nach der Machtergreifung der Nationalsozialisten aufgelöst wurde, war er weiter illegal für sie tätig. Am 22. Dezember 1933 wurde er in Plochingen verhaftet und saß in Stuttgart und Rottenburg in Untersuchungshaft. Am 22. September 1934 wurde er vom Oberlandesgericht Stuttgart wegen Verstoß gegen das Gesetz gegen die Neubildung von Parteien zu einem Jahr Haft verurteilt. Am 22. Dezember 1934, exakt ein Jahr nach seiner Verhaftung, wurde aus der Haft entlassen, da die neunmonatige Untersuchungshaft angerechnet wurde.
Nach dem Zweiten Weltkrieg kehrte er in die SPD zurück und wurde Vorsitzender des Ortsvereins Plochingen. Seit 1950 war er Vorsitzender des SPD-Kreisverbandes Esslingen. 1946 zog er erstmals in den Gemeinderat ein. Von 1948 bis 1951 sowie von 1959 bis 1968 war er stellvertretender Bürgermeister von Plochingen. Außerdem gehörte er von 1946 bis 1973 dem Kreistag und von 1946 bis 1962 auch dem Kreisrat des Landkreises Esslingen an.
Bei der Landtagswahl 1960 wurde er im Wahlkreis Esslingen II direkt in den Landtag gewählt. Bei der Wahl 1964 verpasste er den direkten Einzug, zog jedoch über ein Zweitmandat erneut in den Landtag ein. Nach der Wahl 1968 schied er aus dem Parlament aus.
Er gehörte zudem der Industriegewerkschaft Metall an, war Vorsitzender des Ortsvereins Plochingen der Arbeiterwohlfahrt, Aufsichtsratsvorsitzender der Konsumgenossenschaft Esslingen, Aufsichtsrat der Gemeinnützigen Baugenossenschaft Plochingen und Obmann des Touristenvereins „Die Naturfreunde“.

## Ehrungen
1970 erhielt Löffler das Bundesverdienstkreuz 1. Klasse.